# Basalt (Kolorado)
Basalt – miasto w Stanach Zjednoczonych, w stanie Kolorado, w hrabstwie Pitkin.